# Johann Maximillian von Welsch
Johann Maximilian von Welsch (ur. 1671, zm. 1745) – niemiecki generał.
Urodzony w Kronach w północno-wschodniej Frankonii, żołnierz, inżynier wojskowy i architekt. Za młodu dołączył do armii cesarskiej. Było to tym naturalniejsze, że był synem feldfebla. Walczył pod ks. Eugeniuszem z Turkami (1693), gdzie Pretlack był porucznikiem i w armii szwedzkiej przeciw Rosjanom, potem (1714) zatrudnił go Elektor-arcybiskup Moguncji Lothar Franz von Schönborn (pan. 1694–1729), będący jednocześnie biskupem Bambergu (w l. 1693–1729). Tam Welsch poślubił córkę aptekarza Sabine Barillard. W Moguncji od 1711 roku wraz z innym architektem Johannem Dientzenhoferem (1663-1726) wznosił pałac „Favorite”. W 1714 roku uzyskał na dworze wiedeńskim nadanie szlachectwa, a po 1720 został generałem mogunckiej piechoty.